# Janiralata holmesi
Janiralata holmesi är en kräftdjursart som först beskrevs av Richardson 1905.  Janiralata holmesi ingår i släktet Janiralata och familjen Janiridae. Inga underarter finns listade i Catalogue of Life.